# Lista orașelor din Azerbaidjan
În Azerbaidjan există 69 de așezări urbane, cu statut oficial de oraș (şəhər). Acestea sunt:

Harta districtuală a Azerbaidjanului

| - Agdam - Ağdaş - Agjabadi - Agstafa - Agsu - Ali Bayramli - Astara - Babek - Baku (capitala) - Balakan - Barda - Beylagan - Bilasuvar - Dașkasan - Djabrayil - Djalilabad - Djulfa | - Füzuli - Gadabay - Gandja - Goranboy - Göyçay - Göygöl - Hacimaz - Hadjîgabul - Hîrdalan - Hodjalî - Hodjavend - Ievlah - İmişli - İsmayıllı - Kalbadjar - Kurdamir - Lacin | - Lankaran - Lerik - Masallı - Mingacevir - Nahcivan - Naftalan - Neftçala - Oguz - Ordubad - Qabala - Qax - Qazax - Quba - Qubadlı - Qusar - Saatlî - Sabirabad | - Salyan - Siazan - Sumqayıt - Șabran - Șahbuz - Șaki - Șamahî - Șamkir - Șarur - Tartar - Tovuz - Udjar - Yardımlı - Zanghilan - Zaqatala - Zardab |

## Cele mai mari așezări după populație
1. Baku - 2.074.300
2. Gandja - 302.500
3. Sumqayıt - 263.600
4. Mingacevir - 95.200
5. Qaracuxur - 72.200 (suburbie a capitalei Baku)
6. Ali Bayramli - 69.700
7. Bakîhanov - 66.300 (suburbie a capitalei Baku)
8. Nahcivan - 64.500
9. Șaki - 62.100